# Пальцовское сельское поселение
Пальцо́вское сельское поселение — муниципальное образование в восточной части Брянского района Брянской области. Единственный населённый пункт — посёлок Пальцо.
Образовано в результате проведения муниципальной реформы в 2005 году, путём преобразования дореформенного Пальцовского сельсовета.

## Население
| 2010 | 2011  | 2012 | 2013 | 2014 | 2015 | 2016 | 2017 | 2018 |
| ---- | ----- | ---- | ---- | ---- | ---- | ---- | ---- | ---- |
| 1010 | ↗1012 | ↘986 | ↘975 | ↘944 | ↘939 | ↘924 | ↘897 | ↘880 |
| 2019 | 2020  | 2021 |      |      |      |      |      |      |
| ↘857 | →857  | ↘629 |      |      |      |      |      |      |